# 戴鈐
戴鈐（1796年11月19日—19世纪），字豹臣，號漁溪，四川省潼川府中江縣人，民籍。清朝政治人物。

## 生平
行一，清嘉慶元年丙辰十月二十日（1796年11月19日）生。廩膳生，鄉試中式第2名，道光二年壬午恩科會試中式第105名，殿試三甲81名，欽點卽用知縣。
道光四年（1824年）署太原府太原縣知縣、山西平陽府翼城縣，被山西巡撫徐炘參革。

## 家族
曾祖惟楫，祖濂、父文儀，母趙氏，妻楊氏，子之癸。